# 교육 프로그램
교육 프로그램(영국 영어: educational programme, 미국 영어: educational program)은 정형화된 일련의 교육과정으로, 주로 특정 계층을 대상으로 실시한다. 정부가 주도하는 정책 사업의 일환으로 실시되는 경우가 많으나, 민간 재단에서 실시하는 경우도 있다.

## 예
- 개별화 교육 프로그램
- 다문화 교육 프로그램
- 평생 교육 프로그램
- 부모 교육 프로그램
- 인성 교육 프로그램
- 노인 교육 프로그램
- 유아 교육 프로그램
- 영재 교육 프로그램

## 같이 보기
- 교육과정
- 교수 프로그램
- 교육 철학